# 戸田忠位
戸田 忠位（とだ ただたか）は、下野足利藩の第3代藩主。宇都宮藩戸田家分家3代。
元禄11年（1698年）、第2代藩主・戸田忠囿の長男として生まれる。享保10年12月18日（1726年）に従五位下・出雲守に叙位・任官する。享保17年（1732年）、父の死去により家督を継いだ。
元文元年（1736年）9月4日に死去した。享年39。跡を長男の忠言が継いだ。

## 系譜
父母
- 戸田忠囿（父）
- 土屋氏 ー 正室（母）

正室
- 松平信治の娘

側室
- 高階氏

子女
- 戸田忠言（長男）生母は高階氏（側室）
- 戸田忠有（三男）
- 戸田忠貫（四男）